# Bilderbuch für Kinder

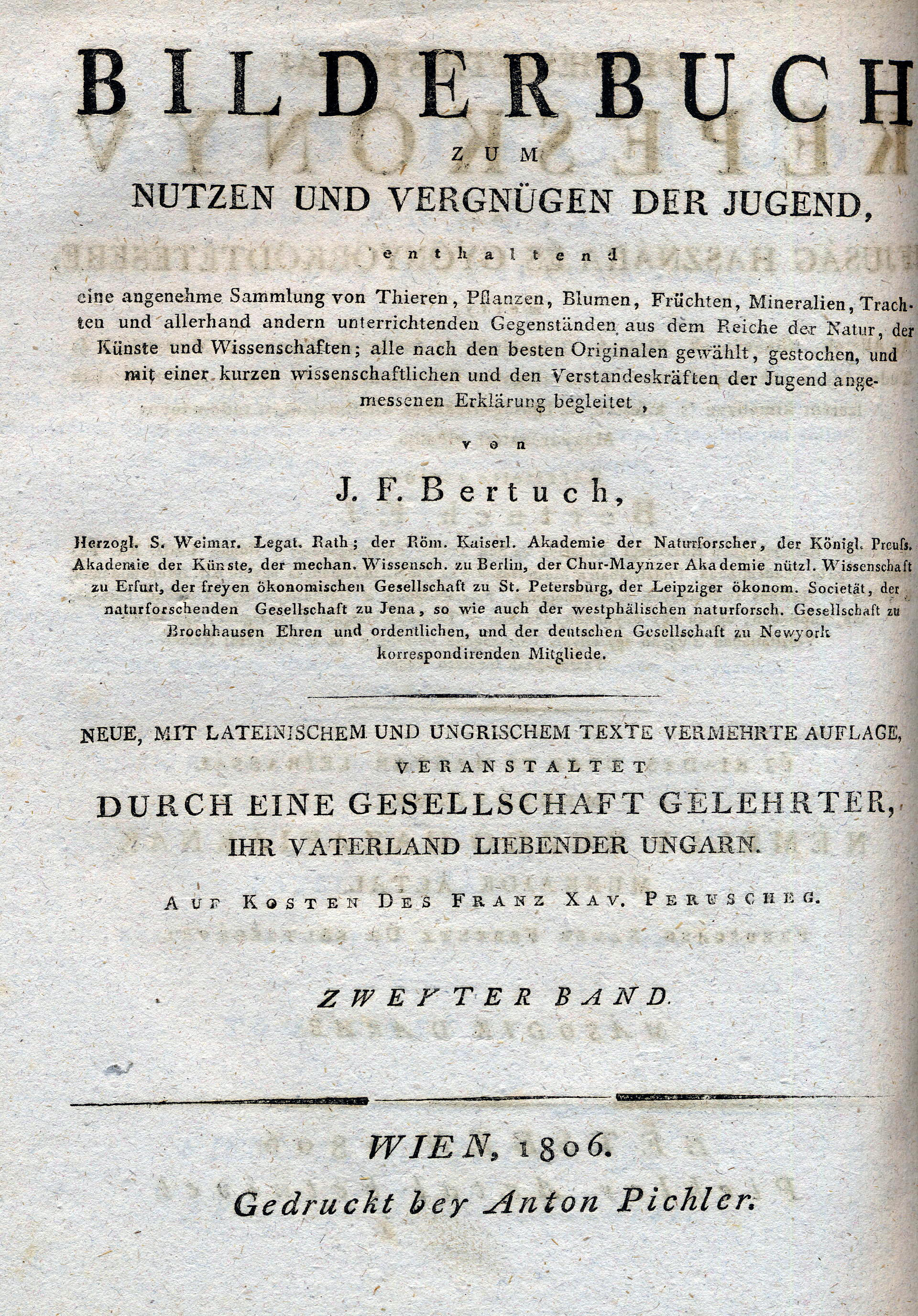
Titelseite einer Ausgabe von 1806

Das Bilderbuch für Kinder war ein enzyklopädisch angelegtes Sach- und Lehrbuch sowie gleichzeitig das größte Buchprojekt von Friedrich Justin Bertuch (1747–1822), einem erfolgreichen Verlagsunternehmer der Weimarer Klassik.

## Das pädagogische Umfeld
Im 18. Jahrhundert, oft auch das „pädagogische“ genannt, entwickelten sich in Theorie und Praxis neue Formen der Erziehung. Vertreter der damaligen Reformpädagogik waren davon überzeugt, dass sich jeder Mensch durch geeignete Erziehung sittlich und in jeder sonst erwünschten Hinsicht vervollkommnen lasse. Gleichzeitig gab es handfeste ökonomische Gründe für neue Wege in der Pädagogik, für die Anerziehung eines bestimmten Arbeitsethos. Manufakturen und Fabriken benötigten in größerer Anzahl Mitarbeiter eines neuen Typs: aufgeklärt, vernunftgeleitet, von sich aus fleißig – „industriös“ nach einem Ausdruck jener Zeit. Das öffentliche Erziehungswesen war noch wenig leistungsfähig. In Preußen etwa gab es erst seit 1794 die Schulpflicht für Sechs- bis Vierzehnjährige, seit 1839 einen beschränkten Arbeitsschutz für Kinder und Jugendliche. Beides blieb häufig unbeachtet und wurde kaum kontrolliert. Kinderarbeit war weit verbreitet.

## Frühe Lehrbücher
Die neue Pädagogik wurde begleitet und unterstützt durch Bücher vom Typus des „orbis pictus“ (lat.: „der gemalte Kreis“ = das Abbild der Welt). Das erste dieser thematisch umfassenden Sachbücher für den Unterricht wurde schon 1658 von Johann Amos Comenius herausgegeben. Sein „orbis sensualium pictus“ war mit Holzschnitten illustriert und wollte alle Erscheinungen der Welt anschaulich machen, von Gott im ersten Kapitel bis zum Jüngsten Gericht im letzten. – 1774 erschien dann das „Elementarwerk“ von Johann Bernhard Basedow, dem Gründer des alternativen „Philanthropinums“ in Dessau – ein Band mit Kupferstichen von Daniel Chodowiecki, ergänzt durch zwei Bände mit Kommentaren. Behandelt wurden Grundfragen der Pädagogik, Wesen und Tätigkeiten des Menschen, die Logik, Religion und Sittenlehre, Geschichte und Naturkunde. 1784 legte der Nürnberger Pädagoge Johann Siegmund Stoy seine „Bilder-Akademie für die Jugend“ vor, wiederum ein Bildband und zwei Textbände, von Basedows viel gelesenem „Elementarwerk“ inspiriert, aber weit stärker der christlichen Religion verhaftet.

## Bertuchs „Bilderbuch für Kinder“

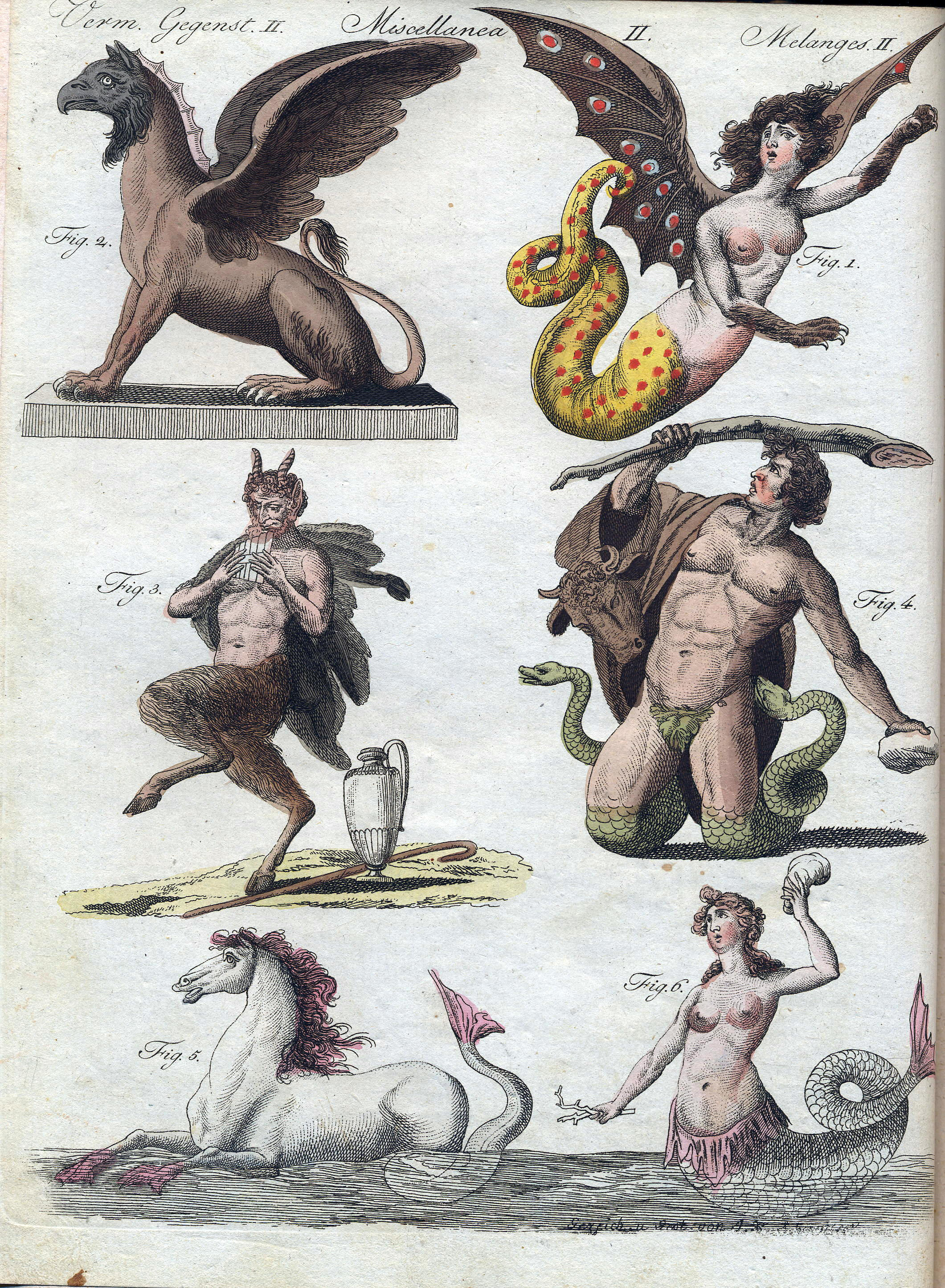
Fabelwesen

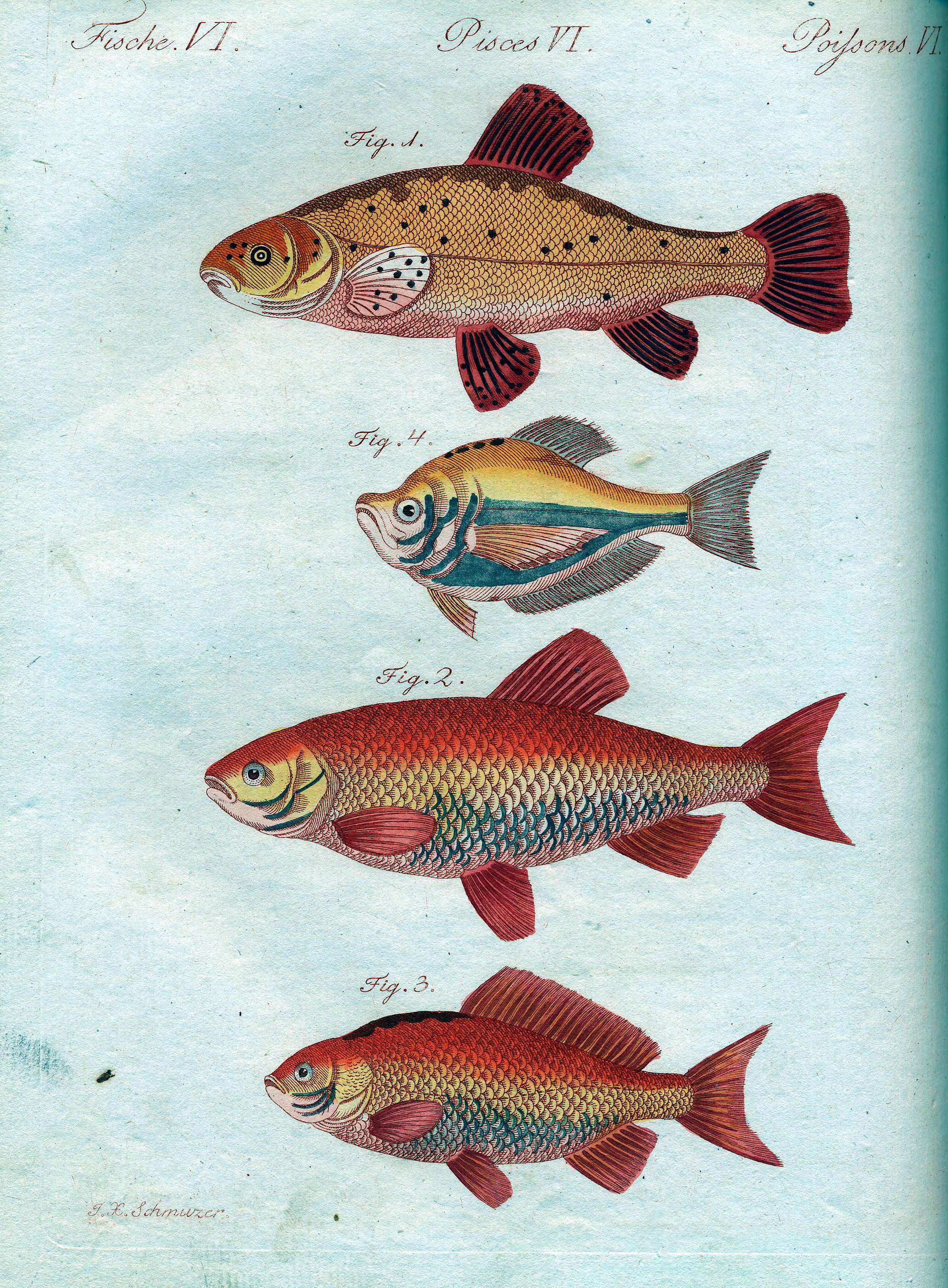
Goldfische

Der preußische Pädagoge Friedrich Gedike schrieb 1789: „Keine einzige literarische Manufaktur ist so sehr im Gange, als die Büchermacherei für die Jugend ... Jede Leipziger Sommer- und Wintermesse spült wie die Flut des Meeres eine zahllose Menge Bücher der Art ans Ufer ... alljährlich besonders unter dem für die lieben Eltern und Basen anlockenden Nebentitel ‚Weihnachtsgeschenk für die lieben Kinder’“. Friedrich Justin Bertuch produzierte also für einen großen, aber auch hart umkämpften Markt. Sein Werk wurde nach Umfang und Qualität zum Höhepunkt der Literaturgattung „orbis pictus“.
Der Verleger begründete sein Projekt – „Ein Bilderbuch ist für eine Kinderstube ein ebenso wesentliches und noch unentbehrlicheres Meuble als die Wiege, die Puppe oder das Steckenpferd“ – und beschrieb im Vorwort recht ausführlich seine didaktischen Vorstellungen. Dort erklärte er, ein Bilderbuch müsse „schön und richtig gezeichnete und keine schlecht gestochenen Kupfer haben, weil nichts wichtiger ist, als das Auge des Kindes gleich von Anfang an nur an wahre Darstellung der Gegenstände ... zu gewöhnen.“ Und weiter: „Es muss nicht zu viele und zu sehr verschiedene Gegenstände auf einer Tafel zusammendrängen; sonst verwirrt es die Imagination des Kindes und zerstreut seine Aufmerksamkeit.“ „Es muss wenig und nicht gelehrten Text haben; denn das Kind liest und studiert ja sein Bilderbuch nicht, sondern will sich nur damit amüsieren.“ „Es muss, wo möglich, fremde, seltene, jedoch instructive Gegenstände enthalten, die das Kind nicht ohnedieß schon täglich sieht.“
Alle Abbildungen waren jeweils einer von 14 Themengruppen zugeordnet: 1. Vierfüssige Thiere; 2.Vögel; 3. Fische; 4. Insecten; 5. Pflanzen; 6. Menschen und Trachten; 7. Gewürme; 8. Conchylien (= Weichtiere); 9. Corallen; 10. Amphibien; 11. Mineralien; 12. Baukunst; 13. Alterthümer; 14. Vermischte Gegenstände. Naturkundliche Themen hatten erkennbar Vorrang, besonders in den ersten Jahren. Mit der rasch fortschreitenden technischen Entwicklung wurden in die Gruppe „Vermischte Gegenstände“ zunehmend auch neuere Objekte aus diesem Bereich aufgenommen, 1802 etwa der erste Heißluftballon und 1816 das Dampfboot. Die Abfolge der Zeichnungen wirkt oft völlig unsystematisch. Dazu Bertuch: „... habe ich die krellste und bunteste Mischung der Gegenstände gewählt und bitte nur immer ... zu bedenken, dass ich es mit Kindern zu thun habe, die ich blos amüsieren will.“ Auch forderte er die kindlichen Benutzer auf, die Kupferstiche, soweit sie nicht koloriert waren, farbig auszumalen, sie auszuschneiden und an die Wand zu hängen.
Bertuchs Unternehmen war mit bis zu 450 Mitarbeitern und einer Gesamtproduktion von über 2000 Buch- und Zeitschriftentiteln einer der größten Verlage in Deutschland. Das „Bilderbuch für Kinder“ wurde zwischen 1790 und 1830 in einer Auflage von 3000 Stück herausgegeben, es enthält insgesamt 1185 kolorierte Bildtafeln mit rund 6000 einzelnen Kupferstichen. Künstlerische Mitarbeiter für die zahlreichen Abbildungen fand Bertuch in der Fürstlichen freien Zeichenschule, an deren Gründung, im Jahr 1776 in Weimar, er selbst beteiligt gewesen war. Seit 1796 erschienen 12 Begleitbände, jeder 700 Seiten stark, bearbeitet von dem Pädagogen Karl Philipp Funke (1752–1807). Ihr Titel: „Ausführlicher Text zu Bertuchs Bilderbuche für Kinder. Ein Commentar für Eltern und Lehrer, welche sich jenes Werks bei dem Unterricht Ihrer Kinder und Schüler bedienen wollen“. Damit das Werk auch für relativ Unbemittelte erschwinglich blieb, wurde es in 237 Teillieferungen herausgebracht. Dennoch kostete schließlich die vollständige Ausgabe einschließlich der Begleitbände rund 125 Taler. Ein Maurer verdiente damals im Jahr 72 Taler. Der heutige Antiquariatspreis liegt bei etwa 15.000 €.
Die Buchgattung des „orbis pictus“ blieb bis ins späte 19. Jahrhundert lebendig. Dabei verstärkte sich die schon bei Bertuch erkennbare Tendenz – der Wandel von der ganzheitlichen Darstellung eines im Wesentlichen religiös bestimmten Weltbildes wie bei Comenius hin zur relativ nüchternen Realiensammlung, zur reinen Abbildung von Natur und Technik.

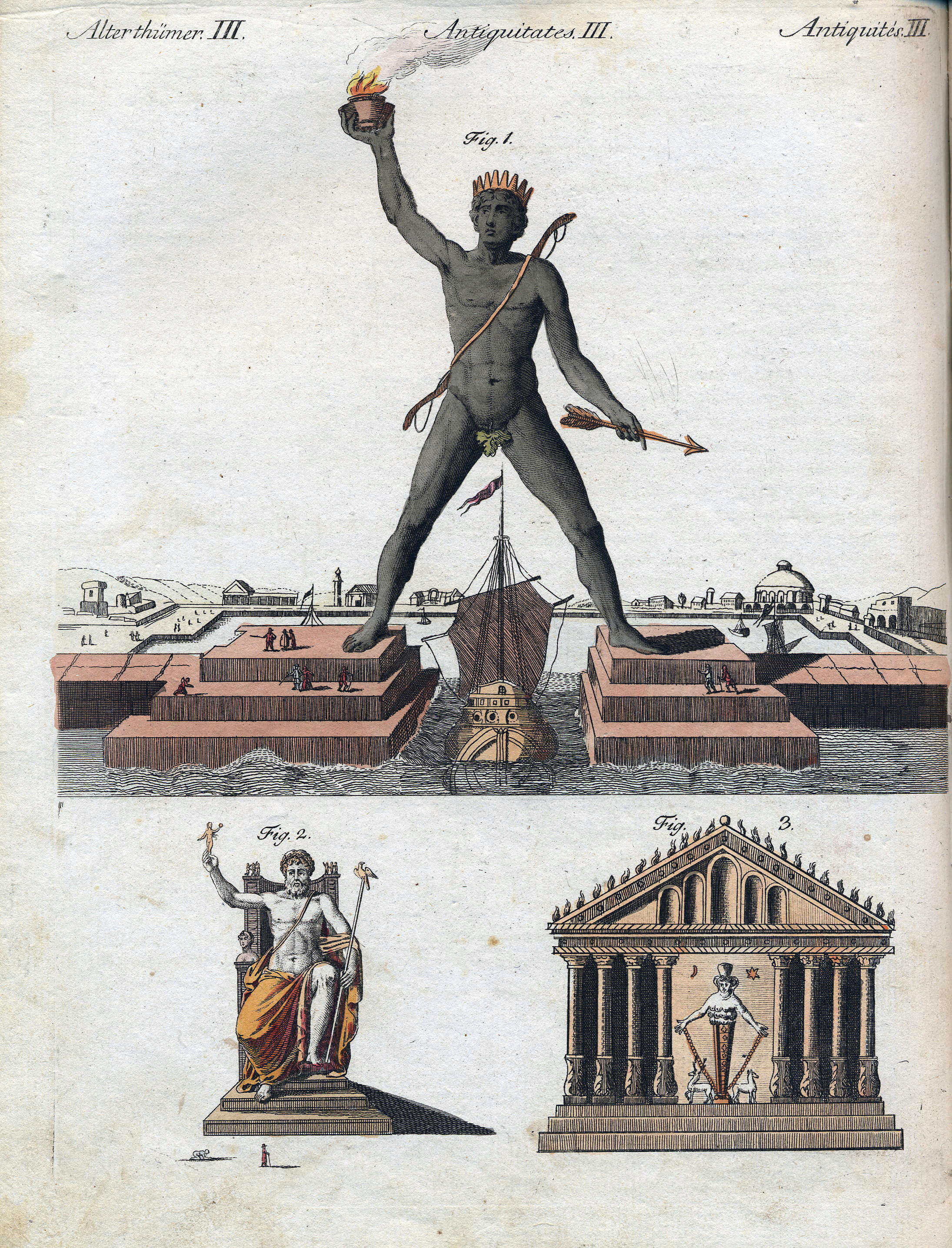
Die Weltwunder
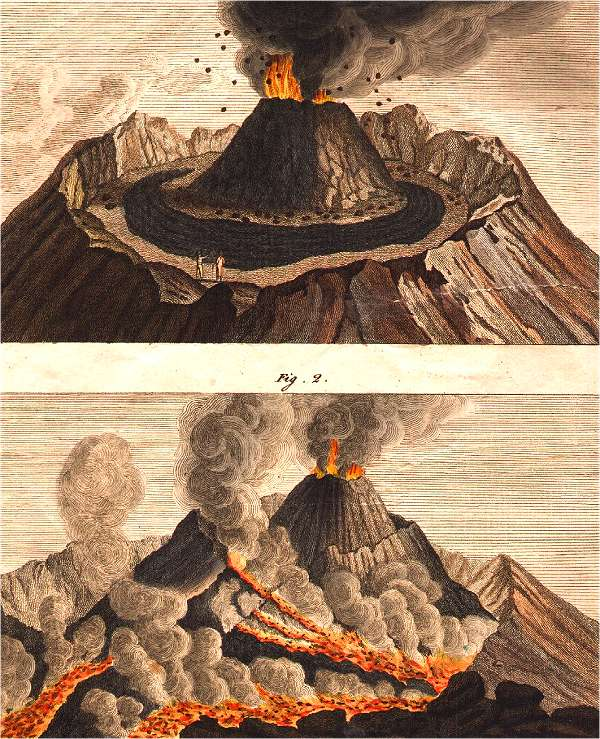
Ausbruch des Vesuv
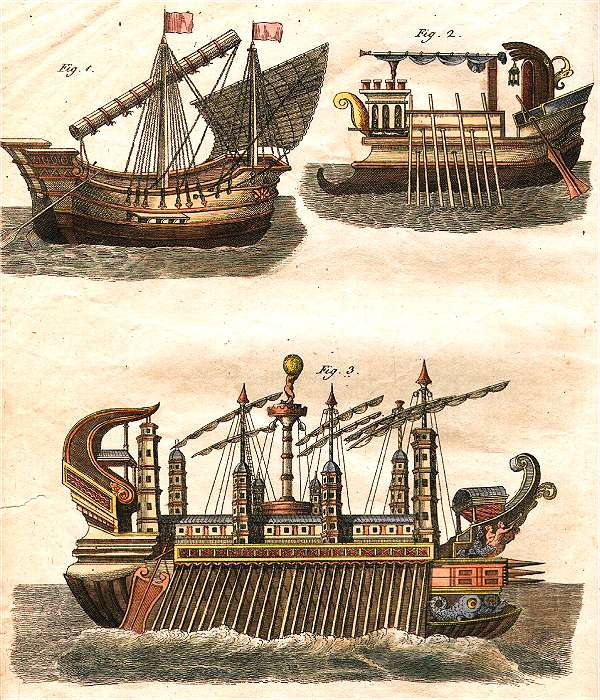
Schiffsmodelle

## Anmerkung
Alle Zitate sind der folgenden Quelle entnommen:
- Seite des Deutschen Museums zu Bertuchs „Bilderbuch für Kinder“